# Aéronef amphibie

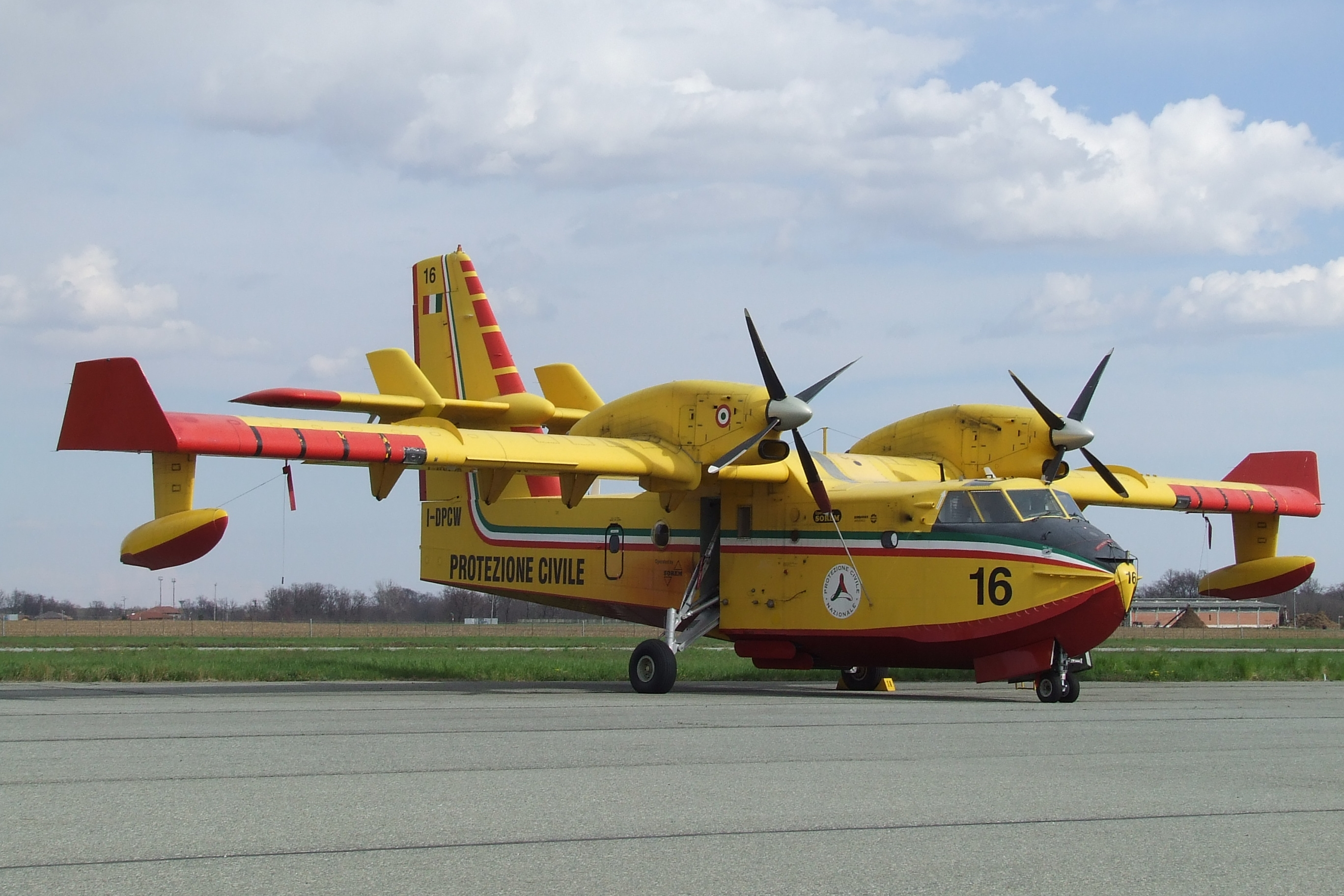
CL-415 en service en Italie

Un avion amphibie est un aéronef ayant tout à la fois la capacité de déjauger et d'amerrir comme un hydravion mais également d'opérer depuis un tarmac comme un avion classique.

## Caractéristiques
Les avions amphibies ont généralement l'allure des hydravions mais s'en distinguent par un train d'atterrissage rétractable comme sur le CL-415 ou simplement repliable comme sur le Otter. En fait, ces derniers n'existent que sur les hydravions à flotteurs.
Pour le reste la structure de ces aéronefs est commune à celle des hydravions.

## Intérêt
Le principal intérêt d'un amphibie par rapport à un hydravion est de pouvoir utiliser les infrastructures aéroportuaires mais aussi de se ravitailler plus facilement en carburant sur des aérodromes. En outre l'avion amphibie permet d'opérer depuis des territoires éloignés de tous lacs, mers, ou autres points d'eau de grande taille.
Ils sont particulièrement appréciés pour la lutte contre les feux de forêt.

## Avions amphibies renommés

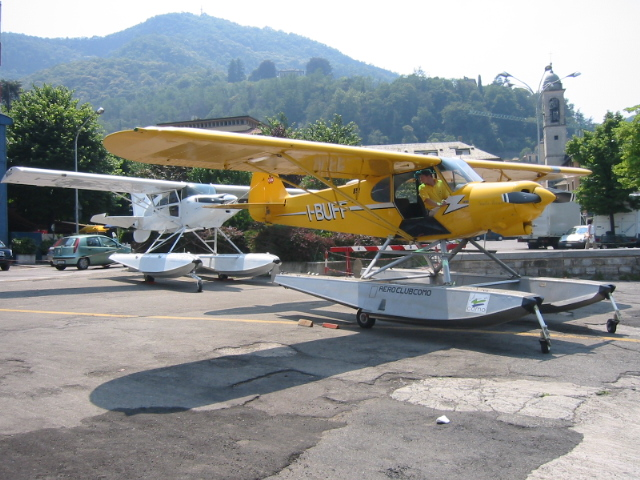
Hydravion Super Cub

- Canadair CL-215[2],
- Canadair CL-415[3],
- Consolidated PBY Catalina[4],
- De Havilland Canada Otter,
- Piper Super Cub,
- Grumman J2F Duck,